# Marco Mattiacci
Marco Mattiacci (ur. 8 grudnia 1970 w Rzymie) – Włoch, w 2014 roku szef Scuderia Ferrari.

## Życiorys
Marco Mattiacci ukończył Sapienza - Uniwersytet Rzymski, gdzie uzyskał dyplom w dziedzinie ekonomii. W latach 1999–2001 był managerem sprzedaży Ferrari w Ameryce Południowej i Północnej oraz na Bliskim Wschodzie – był odpowiedzialny za rozwój sprzedaży i opracowanie odpowiednich strategii. W czerwcu 2001 roku rozpoczął projekt Maserati w Ameryce Północnej. Został wiceprezesem sprzedaży i marketingu w Ferrari oraz Maserati. Jesienią 2006 roku przeprowadził się do Szanghaju, gdzie objął stanowisko wiceprezesa Ferrari Asia Pacific – był odpowiedzialny za rozwój sprzedaży na Pacyfiku, a także ożywienie sprzedaży w Japonii poprzez prywatnych importerów. Następnie awansował na stanowisko dyrektora generalnego i prezesa. W 2010 roku przeprowadził się do Ameryki Północnej, gdzie został prezesem i dyrektorem generalnym Ferrari na tym kontynencie.
14 kwietnia 2014 roku zastąpił Stefano Domenicaliego na stanowisku szefa Scuderia Ferrari. Po Grand Prix Abu Zabi został zastąpiony przez Maurizio Arrivabene’a.

## Nagrody
| Rok  | Nagroda                                | Wynik   |
| ---- | -------------------------------------- | ------- |
| 2012 | Automotive Executive of the Year Award | Wygrana |

## Życie prywatne
Jest żonaty z Farah, ma trójkę dzieci. W wolnym czasie lubi czytać oraz grać w tenisa, jeździć na nartach i uprawiać paddleboarding.